# Gemeinsame Agrarpolitik
Die Gemeinsame Agrarpolitik (GAP) ist ein Politikbereich der Europäischen Union. Sie definiert Regeln für die Landwirtschaft in den Staaten der Europäischen Union. Mit rund 40 Prozent des Gesamtbudgets der EU stellt die GAP den zweitgrößten Haushaltsposten der Gemeinschaft dar. Die GAP gehört auch zu den ältesten Politikfeldern der EU: die sechs Gründungsmitglieder der Europäischen Gemeinschaften einigten sich schon bei der Unterzeichnung der Römischen Verträge 1957 auf die Vergemeinschaftung der Landwirtschaftspolitik. Sie trat 1962 in Kraft.
Die GAP unterstützte Landwirte ursprünglich über Preisgarantien. Staatliche Stellen kauften Produkte, die für den garantierten Preis (Interventionspreis) nicht abgesetzt werden konnten, auf. In den 1990er Jahren wurde die GAP liberalisiert. Preisgarantien wurden gesenkt und schrittweise durch produktionsunabhängige Direktbeihilfen an landwirtschaftliche Höfe ersetzt. Die GAP beruht heute auf zwei „Säulen“.
Die erste Säule umfasst Direktzahlungen an Landwirte sowie die gemeinsamen Marktordnungen für einzelne Agrarerzeugnisse.
Die zweite Säule ergänzt die GAP seit 1999 und zielt auf die Entwicklung des ländlichen Raums.
Seit der Reform 2013 gewann die Reduktion der negativen Umweltauswirkungen der Landwirtschaft an Bedeutung.
Die Förder-Leitlinien der GAP werden in der Regel alle sieben Jahre beschlossen und richten sich nach den mehrjährigen Haushaltsplänen der EU. Für die Periode von 2021 bis 2027 sind rund 365 Milliarden Euro eingeplant. Für die Förderperiode 2014 bis 2020 wurden 312,7 Mrd. EUR (29 %) für marktbezogene Ausgaben und Direktbeihilfen (Säule 1) sowie 95,6 Mrd. EUR (9 %) für die Entwicklung des ländlichen Raums (Säule 2) geplant.

## Ursprung der GAP
Nach dem Ende des Zweiten Weltkriegs benötigten die Staaten, die später die Europäische Wirtschaftsgemeinschaft (EWG) gründeten, Nahrungsmittelimporte, um die Ernährung ihrer Bevölkerungen zu sichern. Deutschlands Nahrungsmittelimporte wurden bis 1952 zumeist von den USA finanziert, da die deutsche Wirtschaft zunächst keine Außenhandelsüberschüsse erzielte. Der Wunsch, Abhängigkeiten auf dem sensiblen Feld der Lebensmittelversorgung durch höhere Ernteerträge zu verringern, bildete die Motivation zur engeren Kooperation der sechs EWG-Gründungsmitglieder: Bundesrepublik Deutschland, Frankreich, Italien, Belgien, Niederlande und Luxemburg.

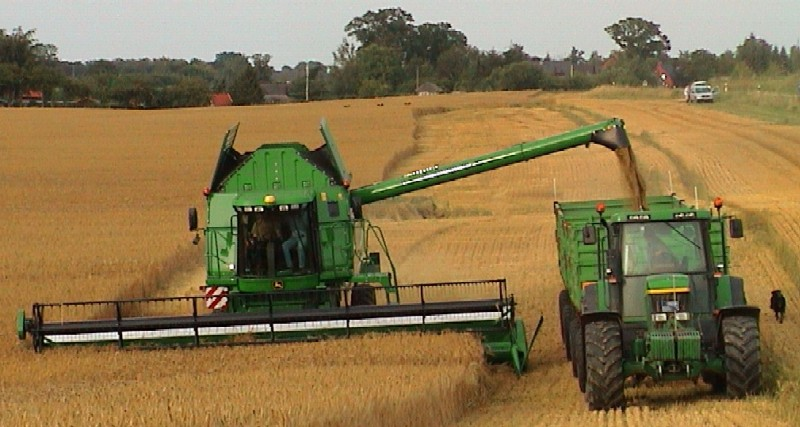
Steigerung der Produktivität durch Einsatz technischer Produktionsfaktoren ist eines der Ziele der GAP

Zum Zeitpunkt der Errichtung des Gemeinsamen Marktes durch den Vertrag von Rom im Jahr 1957 war die Landwirtschaft in den EWG-Gründerstaaten durch starke Interventionen des Staates gekennzeichnet. Um die landwirtschaftlichen Erzeugnisse in den freien Warenverkehr der neu gegründeten Europäischen Wirtschaftsgemeinschaft einzubeziehen und zugleich die öffentliche Unterstützung der Landwirtschaft zu erhalten, wurden die bisherigen nationalstaatlichen Interventionsmechanismen auf die Ebene der EWG übertragen.
Für die Gründerstaaten ermöglichte dies eine enorme Vergrößerung der jeweiligen Märkte, ohne dass der landwirtschaftliche Sektor auf staatliche Unterstützung verzichten musste. Ein weiterer Effekt war, dass die finanzielle Verantwortung auf die europäische Ebene, weg von den nationalen Regierungen, übertragen werden konnte. Während der französische Agrarsektor Ende der 1950er Jahre vergleichsweise modern und produktiv war und nach einer Vergrößerung der Absatzmärkte strebte, legte die junge Bundesrepublik den Schwerpunkt ihrer Wiederaufbauanstrengungen auf die Industrie. Die Landwirtschaft war, im Vergleich zur französischen und niederländischen, nicht wettbewerbsfähig.
Doch auch ohne die nötigen Investitionen fand in Deutschland bereits eine „Revolution der Landwirtschaft“ statt: Output- und Produktivitätssteigerungen hatten zur Folge, dass immer weniger Bauern und Landarbeiter benötigt wurden, um gleich viel oder sogar mehr zu produzieren, als früher. Die alte ländliche Struktur befand sich im Umbruch, die Arbeitslosigkeit der Landbevölkerung stieg. Außerdem fiel der Anstieg des Pro-Kopf-Einkommens in der Landwirtschaft weit hinter den anderer Wirtschaftszweige zurück.
Die Politik reagierte mit „protektionistischen Abwehrwaffen“ und sorgte so für ein hohes Preisniveau für landwirtschaftliche Erzeugnisse. Aus deutscher Sicht sollten die Preise möglichst hoch bleiben, wohingegen Frankreich und die Niederlande vor allem eine Abschirmung nach außen und einen gemeinsamen Binnenmarkt anstrebten. Die GAP spiegelte diese Interessen wider. Sie stützte sich auf hohe Produzentenpreise als Einkommensunterstützung für die Landwirte und eine Isolation des Marktes der EWG nach außen durch die faktische Errichtung von Schutzzöllen.
Die Ziele der GAP wurden im Vertrag zur Gründung der Europäischen Wirtschaftsgemeinschaft (EWGVtr) festgelegt. Titel II des Vertrags regelte zunächst nur grundsätzliches. So wurde festgeschrieben, dass auch die Agrarpolitik den Vorschriften des Gemeinsamen Marktes unterliegt, wobei die spezielleren Regeln der Art. 39 bis 46 EWGVtr Vorrang vor ersteren haben (Art. 38 Abs. 2 EWGVtr) (EWG-Verordnung 26/1962 formuliert diesen Vorrang noch einmal explizit aus). Der Regelungsbereich des Titels II EWGVtr erstreckt sich auf „die Erzeugnisse des Bodens, der Viehzucht und der Fischerei sowie die mit diesen in unmittelbarem Zusammenhang stehenden Erzeugnisse der ersten Verarbeitungsstufe“ (Art. 38 Abs. 1 EWGVtr). Eine Auflistung der einzelnen Produkte wurde dem Vertrag angehängt und sollte binnen zwei Jahren, also bis 1960, aktualisiert werden (Art. 38 Abs. 3 i. V. m. Anhang II EWGVtr).

## Ziele der GAP
Auf der Konferenz von Stresa vom 3. Juli 1958 einigten sich die EWG-Gründungsstaaten auf drei Grundprinzipien zur Organisation der gemeinsamen Agrarmärkte:
1. Freier Warenaustausch in allen Mitgliedstaaten („Einheit des Marktes“). Der gesamte Binnenmarkt sollte einheitlichen Regelungen unterliegen.
2. Vorrang für EU-Produkte („Gemeinschaftspräferenz“). Aus der EU stammenden Agrarerzeugnissen werden gegenüber Importprodukten Vorrang und Preisvorteile eingeräumt. Der Binnenmarkt sollte vor Niedrigpreisprodukten aus Drittstaaten und vor größeren Schwankungen des Weltmarktes geschützt werden.
3. Gemeinschaftliche Finanzierung: Alle Ausgaben im Rahmen der GAP werden aus dem Gemeinschaftshaushalt der EWG (später EG/EU) getragen.

Ein einheitlicher Markt sollte durch die Gemeinsamen Marktordnungen (GMO) für landwirtschaftliche Erzeugnisse geschaffen werden (nach Art. 40 Abs. 2 EWGVtr). In den zahlreichen GMOs wurde die Preispolitik, Herstellungsmodalitäten und zum Teil auch die Produktionsmengen einzelner Gütergruppen EWG-weit festgelegt. Damit wurde das Ziel verfolgt, einen Binnenmarkt gleich einem nationalen Markt ohne jegliche Handelshemmnisse zu haben. Laut EuGH besteht die Ordnung eines Marktes „aus einer Gesamtheit von Einrichtungen und Vorschriften, mit deren Hilfe die zuständigen Behörden versuchen, den Markt zu kontrollieren und zu lenken.“ Je nach Erzeugnis kann eine GMO eine der folgenden Organisationsformen aufweisen:
1. gemeinsame Wettbewerbsregeln;
2. bindende Koordinierung der einzelstaatlichen Marktordnungen;
3. eine europäische Marktordnung.

Die Gemeinschaftspräferenz findet sich bereits in der Entschließung der Stresa-Konferenz von 1958. Demnach sind in der EWG produzierte Erzeugnisse gegenüber denen aus Drittstaaten zu bevorzugen und vor ihnen zu schützen. Der EuGH bekräftigte den Grundsatz 1967 in Bezugnahme auf Art. 44 Abs. 2 EWGVtr. Umgesetzt wurde das Prinzip durch Gebühren auf Importe. Auch wurden für importierte Waren höhere Preise vorgeschrieben, als der Schwellenpreis für heimische Waren war.
Die finanzielle Solidarität äußerte sich im Aufbau des „Europäischen Ausrichtungs- und Garantiefonds für die Landwirtschaft“ (EAGFL) im Jahr 1962. Art. 2 Abs. 2 Satz 2 der Verordnung 25/1962 beschreibt als Zweck, dass
1. Erstattungen bei Exporten in dritte Staaten,
2. Eingriffe zur Marktregulierung und
3. die Agrarstrukturpolitik sowie Maßnahmen zur Produktivitätserhöhung aus dem EAGFL finanziert werden.

Der Fonds speist sich aus Beiträgen der Mitgliedstaaten, deren Höhe jährlich der Rat festlegt (Art. 6) sowie aus Einnahmen durch Abschöpfungen auf Einfuhren aus Drittstaaten (Art. 2 Abs. 1).
Die Ziele der Gemeinsamen Agrarpolitik wurden im Artikel 33 des (konsolidierten) Gründungsvertrages der Europäischen Gemeinschaft festgelegt:
1. die Produktivität der Landwirtschaft durch Förderung des technischen Fortschritts, Rationalisierung und den bestmöglichen Einsatz der Produktionsfaktoren, insbesondere der Arbeitskräfte, zu steigern;
2. auf diese Weise der landwirtschaftlichen Bevölkerung insbesondere durch Erhöhung des Pro-Kopf-Einkommens eine angemessene Lebenshaltung zu gewährleisten;
3. die Märkte zu stabilisieren;
4. die Versorgung sicherzustellen;
5. für die Belieferung der Verbraucher zu angemessenen Preisen Sorge zu tragen.

Sie wurden 2009 im Vertrag über die Arbeitsweise der Europäischen Union (Titel III, Art. 39) wiederholt und bestätigt. Da sich die vertraglich festgelegten Ziele nicht gleichzeitig in gleichem Maße erfüllen lassen, verfügt der Gesetzgeber nach gefestigter Rechtsprechung über einen beträchtlichen Ermessensspielraum zur Umsetzung aktueller politischer Prioritäten.
Diese Ziele ergänzte die Europäische Kommission im Jahre 2010 durch drei weitere „strategische Ziele“:
- Ernährungssicherheit: Erhaltung des Potenzials zur nachhaltigen Nahrungsmittel-Erzeugung, um die Ernährungssicherheit langfristig in der EU zu sichern und zur Deckung des wachsenden weltweiten Nahrungsmittelbedarfs beizutragen;
- Umwelt und Klimawandel: Unterstützung landwirtschaftlicher Gemeinschaften, die die Europäer mit hochwertigen und vielfältigen Qualitätsnahrungsmitteln beliefern, die auf nachhaltige Weise im Einklang mit Anforderungen in Bezug auf Umwelt, Gewässer, Tiergesundheit, Tierschutz, Pflanzengesundheit und öffentliche Gesundheit produziert werden;
- Räumliche Ausgewogenheit: Erhaltung lebensfähiger ländlicher Gemeinschaften, für die die Landwirtschaft eine wichtige wirtschaftliche Tätigkeit ist, die lokale Arbeitsplätze schafft und erhält.

## Säulen der GAP
Seit der 1999 formulierten Agenda 2000 spricht man von zwei Säulen der GAP. Seit 2005 spiegeln sich die Säulenstruktur auch in der Finanzierung der GAP: die erste Säule wird aus dem Europäischen Garantiefonds für die Landwirtschaft (EGFL), die zweite Säule aus dem Europäischen Landwirtschaftsfonds für die Entwicklung des ländlichen Raums (ELER) finanziert. Das Prinzip der Umschichtung erlaubt den Transfer von Mitteln zwischen beiden Säulen auf Ebene eines Mitgliedsstaates. In der Förderperiode 2014–2020 fließen etwa 300 Mrd. Euro in die Erste Säule und knapp 100 Mrd. Euro in die Zweite Säule. In Deutschland wurden 4,5 % der Mittel der ersten Säule in die zweite transferiert. Ab 2020 wird die Umschichtung auf 6 % erhöht.

### Erste Säule
Die erste Säule der Agrarsubventionen bestand in der GAP-Förderperiode 2014–2020 aus zwei Elementen:
- Direktzahlungen, die seit 2006 von der Produktionsleistung entkoppelt sind und nur von der Größe der landwirtschaftlichen Fläche abhängen, auf die bei Cross Compliance ein Rechtsanspruch besteht und die sich zusammensetzen (können) aus:
  - Basisprämie (für alle Mitgliedsstaaten verpflichtend)
  - Greening-Zahlung        (verpflichtend)
  - Zusatzförderung für Junglandwirte (verpflichtend)
  - Umverteilungsprämie    (fakultativ)
  - zusätzliche Einkommensunterstützung in Gebieten mit naturbedingten Benachteiligungen (fakultativ)
  - produktionsgebundene (gekoppelte) Zahlungen für besondere Produkte (fakultativ)
- Marktmaßnahmen der gemeinsamen Marktorganisation: Mittel für Marktinterventionen und sektorspezifische Unterstützung (Regeln zur Vermarktung landwirtschaftlicher Erzeugnisse, Sondermaßnahmen zur Verhinderung von Marktverzerrungen, Krisenmaßnahmen etc.).

Die Allokation der Mittel variiert zwischen den Mitgliedsstaaten.

### Zweite Säule
Die zweite Säule der GAP umfasst vielfältige Maßnahmen der Strukturpolitik, im Bereich  der ländlichen Entwicklung und des Umwelt- und Klimaschutzes. Die Planung und Umsetzung konkreter Programme findet auf nationaler, regionaler und lokaler Ebene statt. Förderbereiche sind:
- junge Landwirte
- Kleinbetriebe
- Berggebiete
- kurze Lieferketten
- Frauen in ländlichen Gebieten
- Klimaschutz, Klimaanpassung, Biodiversitätsschutz

Dem Umwelt- und Klimaschutz dienen Agrarumweltmaßnahmen; des Weiteren gibt es Programme zur Unterstützung biologischer Landwirtschaft und zur Förderung des Tierschutzes.

## Finanzierung der GAP
Seit 1985 nimmt der Anteil der Agrarausgaben am Haushaltsplan der EU stetig ab. Um 1982 entfielen ca. 70 % des EU-Haushalts auf die GAP, dagegen in der Förderperiode 2014–2020 nur 37,8 %.
Damit liegt die EU im internationalen Trend. Nach Berechnungen der OECD wurde der Gesamtumfang der Stützungsmaßnahmen in Industriestaaten von rund 3 % im Zeitraum 1986–1988 auf unter 1 % (2011–2013) des Bruttoinlandsprodukts (BIP) gesenkt. Mit Subventionen von rund 1 Prozent des BIP liegt die Europäische Union leicht unter dem OECD-Schnitt von 1,1 Prozent. Die niedrigste Stützung zahlen im OECD-Vergleich Neuseeland, Australien und Chile. Dagegen stammen in Norwegen, der Schweiz, Japan, Südkorea und Island 50 bis 65 % der landwirtschaftlichen Betriebseinkommen aus Subventionen des Staates.
Bis 2006 wurde die Finanzierung der Gemeinsamen Agrarpolitik einzig über den Europäischen Ausrichtungs- und Garantiefonds für die Landwirtschaft (EAGFL) finanziert. Als bedeutendster Strukturfonds machte er zuletzt rund die Hälfte des Haushaltes der Europäischen Union aus. Der EAGFL war seit 1964 in zwei Abteilungen organisiert, für die unterschiedliche Vorschriften galten:
Die viel größere Abteilung „Garantie“ diente der Finanzierung von Ausgaben, die sich aus der Markt- und Preispolitik ergaben. Diese Ausgaben waren schwer planbar und mitunter vielen Einflüssen anzupassen, denen Marktpreise etwa durch Witterung, Tierseuchen, verändertes Verbraucherverhalten und Weltmarkt-Preisänderungen schwanken. Die Bereiche Kulturpflanzen (Getreide, Ölsaaten und Eiweißpflanzen), Rindfleisch und Milchprodukte erhielten die meisten Mittel aus der Abteilung „Garantie“.
Die Abteilung „Ausrichtung“ diente der Kofinanzierung strukturpolitischer Maßnahmen und der Entwicklung des ländlichen Raumes.
Seit 2007 wurden durch die Verordnung (EG) Nr. 1290/2005 für die bisherigen Aufgaben des EAGFL zwei getrennte Fonds eingerichtet. Der jeweilige Bestimmungszweck entspricht etwa dem einer der beiden „Säulen“ der GAP:
- Der Europäische Garantiefonds für die Landwirtschaft (EGFL) finanziert Ausgaben der einheitlichen gemeinsamen Marktorganisation, Direktzahlungen an Inhaber landwirtschaftlicher Betriebe, die Absatzförderung für Agrarerzeugnisse sowie einmalige Ausgaben, etwa für Veterinärmaßnahmen. 2013 verfügte er über einen Jahreshaushalt von annähernd 47 Mrd. EUR. Hauptsächlich begünstigt waren Frankreich (16,6 %), Spanien (12,1 %), Deutschland (11,4 %) und Italien (10,3 %), während die 2004 und 2007 der EU beigetretenen Mitgliedstaaten insgesamt nur 18,2 % davon erhielten.
- Der Europäische Landwirtschaftsfonds für die Entwicklung des ländlichen Raums (ELER) kofinanziert Maßnahmen zur Stärkung der Wettbewerbsfähigkeit der Land- und Forstwirtschaft, Agrarumweltmaßnahmen, Maßnahmen zur Verbesserung der Lebensqualität im ländlichen Raum, zur Förderung der Diversifizierung der ländlichen Wirtschaft sowie zum Aufbau lokaler Kapazitäten. Die wichtigsten Empfängerstaaten des ELER sind Polen (14 %), Italien (9,8 %), Deutschland (9,8 %) und Rumänien (9,2 %). Insgesamt entfallen 40,1 % der ELER-Fördergelder auf die 12 neuen Mitgliedstaaten der EU.

Seit der EU-Agrarreform 1999 (im Rahmen der Agenda 2000) konnten Mitgliedstaaten der EU Mittel der ersten Säule modulieren: Geld für Direktzahlungen an Landwirte konnte für Zwecke der zweiten Säule umgewidmet werden, um den Umwelt-, Natur-, Tier- und Verbraucherschutz oder die Entwicklung des ländlichen Raums zu fördern.
Deutschland führte daher ab 2003 eine Modulation von 2 Prozent ein (fakultative Modulation). Die EU-Agrarreform von 2003 führte die obligatorische Modulation ein, das heißt die Verpflichtung der Mitgliedstaaten zur Modulation. In Deutschland betrugen die Modulationssätze 3 Prozent im Jahr 2005, 4 Prozent im Jahr 2006 und 5 Prozent ab 2007. Im Rahmen des „Gesundheitscheck 2009“ führte der EU-Rat eine progressive Modulation ein: für das Jahr 2009 eine Kürzung von sieben, 2010 von acht Prozent, 2011 von neun Prozent und 2012 von zehn Prozent. Mit der Modulation umgewidmete Mittel werden von den deutschen Bundesländern für den Umwelt-, Natur-, Tier- und Verbraucherschutz sowie für die Entwicklung des ländlichen Raums aufgestockt (mitfinanziert). Seit 2013 dürfen Mitgliedsstaaten bis zu 15 % von Säule 1 in Säule 2 sowie bis zu 25 % von Säule 2 in Säule 1 umverteilen.
Die Zusammensetzung des GAP-Budgets auf EU-Ebene war 2017 wie folgt:
| Bereich                            | Mittel (in Mio. Euro) | Anteil (in %) |
| ---------------------------------- | --------------------- | ------------- |
| Verwaltung                         | 135,3                 | 0,2           |
| Marktinterventionen                | 2.806,8               | 4,9           |
| Direktzahlungen Erste Säule        | 39.661,7              | 68,9          |
| Ländliche Entwicklung Zweite Säule | 14.355,5              | 24,9          |
| Horizon-2020-Programm              | 237,1                 | 0,4           |
| Sonstige                           | 341,4                 | 0,5           |
| Summe                              | 57.537,9              | 100           |

## Zuständigkeiten und Beschlussverfahren
Zuständig für die Umsetzung der Gemeinsamen Agrarpolitik ist die Generaldirektion Landwirtschaft und ländliche Entwicklung sowie die untergeordneten Behörden in den Mitgliedstaaten der Europäischen Union.

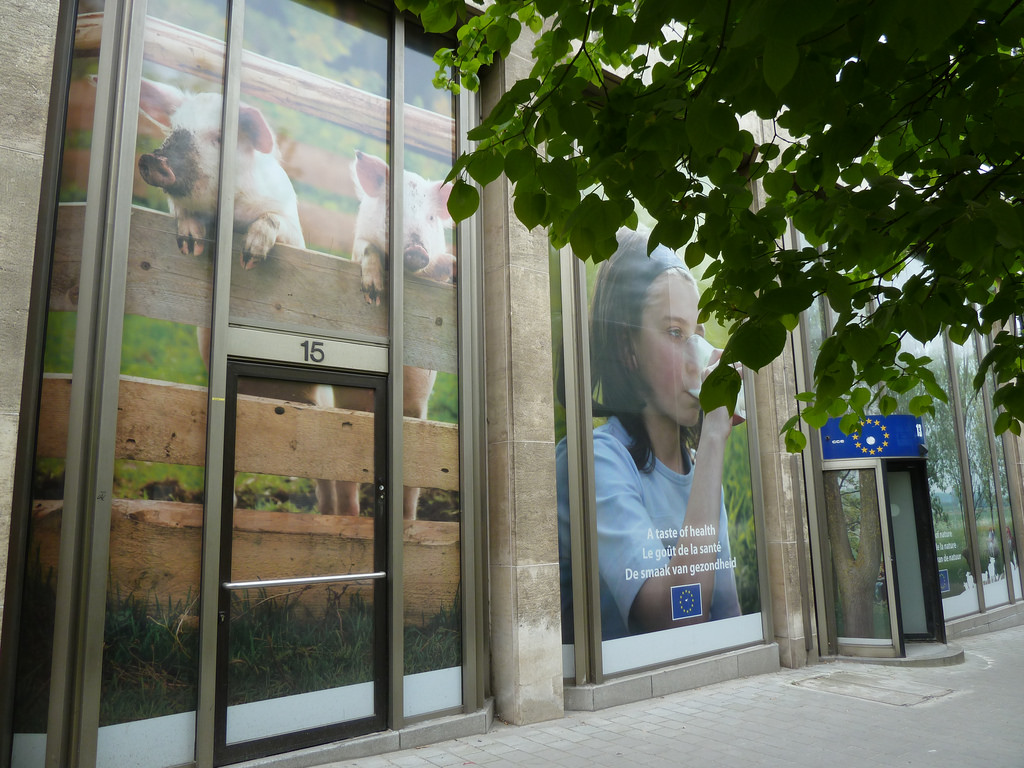
Die Generaldirektion Landwirtschaft und ländliche Entwicklung in Brüssel

Für Beschlüsse über den Neuerlass oder die Abänderung von Richtlinien und Verordnungen gilt seit Inkrafttreten des Vertrags von Lissabon (1. Dezember 2009) das Mitentscheidungsverfahren. Dies bedeutet, dass Beschlüsse sowohl von im Rat für Landwirtschaft und Fischerei vertretenen nationalen Fachminister als auch von den Abgeordneten des Europäischen Parlaments gefasst werden müssen, nachdem die Unterhändler der beiden Organe Übereinkunft zu allen Detailfragen erzielen konnten. Die Vorlagen für Rechtsakte werden von der Generaldirektion Landwirtschaft ausgearbeitet. Die vom Kommissar für Landwirtschaft und ländliche Entwicklung verantworteten Entwürfe bilden die Grundlage der Meinungsbildung im Agrarausschuss des Europäischen Parlaments und im Sonderausschuss Landwirtschaft, der die Entscheidungsfindung im Agrarrat vorbereitet.
Bis 2009 galt für die gesamte Gemeinsame Agrarpolitik das Konsultationsverfahren, nach dem das Europäische Parlament vor Entscheidungen nur angehört werden musste.
Seit dem Vertrag von Lissabon gelten Ausnahmen vom ordentlichen Gesetzgebungsverfahren der EU zugunsten des Rates. Demnach ist der Rat für Landwirtschaft und Fischerei je nach Voraussetzung befugt, Entscheidungen über von der Kommission vorgeschlagene Beihilfen und die Ausgestaltung der Marktordnungen zu treffen (Artikel 42 und 43, AEUV).
Ebenfalls seit dem Lissabon-Vertrag kann eine Gruppe von Mitgliedstaaten (d. h. mindestens neun) untereinander zusätzliche Agrarverpflichtungen beschließen, ohne dass die Gesamtheit der EU-Mitgliedstaaten dieser vertieften Zusammenarbeit anschließen muss. Man spricht hier vom Instrument der verstärkten Zusammenarbeit (Art. 20, EU-Vertrag).

## Reformen und Weiterentwicklung der GAP
Die Unterzeichnung des Vertrages von Rom 1957, welcher die Europäische Wirtschaftsgemeinschaft (EWG) begründete, führte zur Entwicklung einer gemeinsamen Agrarpolitik (GAP). Sie wurde 1958 auf der Konferenz von Stresa beschlossen und trat 1962 in Kraft.

### Reformen im Überblick
Seither wurde die GAP vielfach reformiert. Einige Meilensteine sind:
| Jahr | Reform                                               | Ziele |
| 1968 | Mansholt-Plan                                        | Verringerung der landwirtschaftlichen Erwerbsbevölkerung in einem Zehnjahreszeitraum um etwa die Hälfte und Förderung größerer, effizienterer landwirtschaftlicher Betriebe (wurde nicht vollständig umgesetzt)            |
| 1972 | Strukturmaßnahmen                                    | Modernisierung der Landwirtschaft (hiermit wurde die Beschränkung der investiven Förderung auf „entwicklungsfähige“ Betriebe vom Jahr 1968 umgesetzt), Bekämpfung der Überproduktion                                       |
| 1985 | Grünbuch „Perspektiven der Gemeinsamen Agrarpolitik“ | Bekämpfung der Überproduktion, ebenfalls 1985 Erlass einer Verordnung zur Verbesserung der Effizienz der Agrarstruktur (Effizienzverordnung)                                                                               |
| 1988 | „Leitlinie für die Agrarausgaben“                    | Begrenzung der Agrarausgaben |
| 1992 | MacSharry-Reform                                     | Grundlagenreform mit den Zielen: Senkung der Agrarpreise, Ausgleichszahlungen für die entstandenen Einkommensverluste, Marktmechanismen fördern, Maßnahmen des Umweltschutzes, schrittweise Senkung der Exporterstattungen |
| 1999 | Agenda 2000                                          | Stärkung der Wettbewerbsfähigkeit durch Preissenkungen, Politik für den ländlichen Raum, Förderung von Umweltmaßnahmen und Lebensmittelsicherheit. Einführung von „Cross Compliance“, Modulation bei Prämienzahlungen      |
| 2003 | Halbzeitbewertung                                    | Entkopplung der Direktzahlungen von der Produktion und Bindung an Cross Compliance |
| 2009 | „Health-Check“-Reform                                | Beschleunigung der Agenda-2000-Maßnahmen bei Begrenzung der EU-Agrarausgaben |
| 2013 | GAP-Reform 2013                                      | Greening, Abschaffung der letzten Exportsubventionen, vollständige Entkopplung der Direktzahlungen |
| 2022 | GAP-Strategieplan                                    | Verbindung der 1. Säule der GAP (Direktzahlungen und Sektorprogramme) mit der 2. Säule der GAP (Förderprogramme der Mitgliedstaaten zur Entwicklung ländlicher Räume).                                                     |

### Politik der Preisstützung (1962–1992)

Marktordnungspreissystem GAP (bis 1992)

Bis zur ersten großen GAP-Reform (MacSharry-Reform, 1992) orientierte sich die EU-Agrarpolitik an Preisstützungen. Deren Ziele waren:
- Sicherung des Einkommens der Landwirte
- Verhinderung von Landflucht
- Unabhängigkeit der EU von Nahrungsimporten
- Pflege der Kulturlandschaft und Tradition
- gesicherte EU-weite Nahrungsmittelversorgung

Zur Preisstützung dienten drei Verfahren:
- Intervention und Einlagerung von EU-Überschüssen: Die EU setzte Mindestpreise (Interventionspreise) für Agrargüter fest. Fiel der Marktpreis darunter, kaufte die EU Erzeugern Produkte ab. Indem die Stützungskäufe Überschüsse vom Markt nahmen, stabilisierten sie die Erzeugerpreise. Eingelagerte Produkte wurden bei passender Marktlage verkauft, manchmal auf dem Weltmarkt. War der Verkauf nicht möglich, wurden sie vernichtet.
- Importabschöpfung: Strömte Weltmarkt-Ware zu zu niedrigen Preisen in die EU, setzte man „Schwellenpreise“ fest; die EU forderte die Differenz zwischen Weltmarktpreis und Schwellenpreis als eine Art Zoll ein.
- Exporterstattung: Um am Weltmarkt wettbewerbsfähig zu sein, konnten Exporteure sich die Differenz zwischen Weltmarktpreis und Schwellenpreis von der EU auszahlen lassen. Landwirte erhielten attraktive Binnenpreise und die Ware gelangte dennoch auf den Weltmarkt.

Die Preisstützungen erhöhten die Versorgungssicherheit mit hochwertiger Nahrung in der EU, doch kam es in den 1980er Jahren zu einer Krise der GAP. Durch eine Überproduktion wurden die Marktordnungskosten untragbar hoch und erzeugten Kritik in der Gesellschaft. Einkommen der Landwirte blieben teilweise trotz EU-Förderung unbefriedigend. Die Vernichtung bzw. Verschleuderung von Agrarprodukten galt als ethisch bedenklich; hohe Preise förderten die intensive Produktion auf Kosten der Umwelt. Durch Exporterstattungen mögliche Dumpingpreise von Agrarunternehmen in der EU verdrängten lokale Anbieter in armen Staaten; die Abschottung des EU-Markts erschwerte Nicht-EU-Staaten Exporte. Die GAP galt als ein Hauptgrund für die Verzögerungen im Abschluss der Verhandlungen der Uruguay-Runde des GATT. Verbraucher in der EU zahlten weit über dem Weltmarktniveau liegende Preise.
Der EU-Agrarkomissar Ray MacSharry (1989–1993) leitete daher eine Reform der GAP ein. Seit 1993 stützte man Preise nur in Ausnahmesituationen und in abgeschwächter Form. Preisstützungen bei Milch und Zucker wurden bis 2017 beendet, ersatzweise erhielten Landwirte seit 1993 „Prämien“ in Abhängigkeit von der Produktionsmenge.

### Umstellung auf Betriebs- und Produktprämien
Mit dem Förderjahr 1993 wurden die Preisstützungen verringert. Für bestimmte Kulturen (u. a. Getreide, Mais, Raps) wurden Prämien pro Hektar eingeführt. So erhielt 1 ha Weizen 1993 eine Prämie von 330 DM. Zur „Marktentlastung“ mussten Antragsteller ab ca. 15 ha Fläche mindestens 15 Prozent davon ein Jahr stilllegen. Tierhaltern wurde neben Bullenprämien, Mutterkuhprämien und Mutterschafprämien in einigen Staaten auch eine sogenannte Herodes-Prämie gewährt. In Deutschland, Österreich und einigen anderen Staaten war dies aus Gründen des Tierschutzes nicht möglich. Dies erforderte die EDV-Erfassung jedes Feldstücks und jedes Nutztiers in der EU unter hohem Bürokratieaufwand.
Die Konflikte mit anderen Weltmarkt-Teilnehmern (WTO, USA) hielten an. Diese warfen EU-Vertretern weiterhin eine „Überschuss-Produktion“ vor.
Daher beschlossen die EU-Agrarminister am 26. Juni 2003 in Luxemburg eine weitere Reform der Gemeinsamen Agrarpolitik (Luxemburger Beschlüsse). Die Verordnung (EG) Nr. 1782/2003 des Rates vom 29. September 2003 legt die Richtlinien für die Förderperiode 2005 bis 2013 fest. Damit sollten die EU-Agrarausgaben trotz der EU-Osterweiterung finanzierbar bleiben und Drittstaaten leichteren Marktzugang erhalten. Grünlandstandorte, die durch die bisherige Förderung benachteiligt waren, wurden besser gestellt.
Das produktbezogene Prämiensystem wurde ab 2005 durch die Fischler-Reform (nach Agrarkommissar Franz Fischler) von einem entkoppelten System abgelöst. Dabei ist es nebensächlich, was angebaut wird, solange es „ordnungsgemäße Landwirtschaft“ ist. Alle Prämien im „tierischen Bereich“ außer Milcherzeuger-Beihilfen wurden abgeschafft. Hinzu kamen Regeln für Cross Compliance (Mindeststandards bez. Umweltschutzes) und die obligatorische Modulation (s. Finanzierung der GAP). Für die meisten Förderungen gibt es seither einen Gemeinsamen Antrag. In einer zweiten Säule (ländliche Regionalentwicklung) wurde das 1991 initiierte LEADER-Programm gestärkt und 2006 ein eigenständiger Schwerpunkt der GAP-Förderung.
Infolge des „Health-Checks“ 2008/09 vereinbarten die EU-Landwirtschaftsminister im November 2008 eine Kürzung der Direktzahlungen an Landwirte um 10 Prozent. Ab 300.000 Euro Jahres-Subventionssumme erhalten Landwirte außerdem bis zu vier Prozent Modulations-Abzüge.
Zudem wurde die Milchquote zwischen 2009 und 2013 um jährlich ein Prozent erhöht.
2010 fielen die Energiepflanzenprämie und die Tabakbeihilfe weg. Landwirten wurden Erosionsklassen der Feldstücke im Nutzungsnachweis abgedruckt mit Überlappungen mit den Gebietskulissen Naturschutzgebiet, Wasserschutzgebiet, Ökoflächenkataster und Natura-2000-Gebiet. Die EU-Kommission überwachte die „Feldstücksbildung“. Landwirte müssen seither mit GIS-Diensten wie dem „Bayern-Viewer“ jährlich die korrekte Erfassung ihrer Feldstücke prüfen. In einigen Bundesländern wurde 2010 die „Mindestantragsfläche“ verschärft, z. B. auf 1 ha landwirtschaftliche Fläche. Diese Maßnahme entlastete die Verwaltungsbehörden. Gefördert wurden nur noch Nutzungen, die pro Antrag 0,1 ha betrugen.
Durch den Preisverfall am Milchmarkt und Demonstrationen der Landwirte gab es 2010 und 2011 ein „Milchsonderprogramm“ mit drei Prämien:
- Die Kuhprämie (zusammen mit anderen Förderungen max. 7500 € in drei Jahren): gewährt vom Bund, Prämiensatz ca. 21 € je Kuh.
- Die Grünlandprämie: v. a. vom Bund gewährt mit Beteiligung der EU, Prämiensatz ca. 25–35 € je ha Rauhfutterfläche.
- Die zusätzliche EU-finanzierte Grünlandprämie als Sofort- und Notmaßnahme, Prämiensatz ca. 20 € je ha Rauhfutterfläche.

### Direktzahlungen und Greening: GAP-Leitlinien 2014–2020

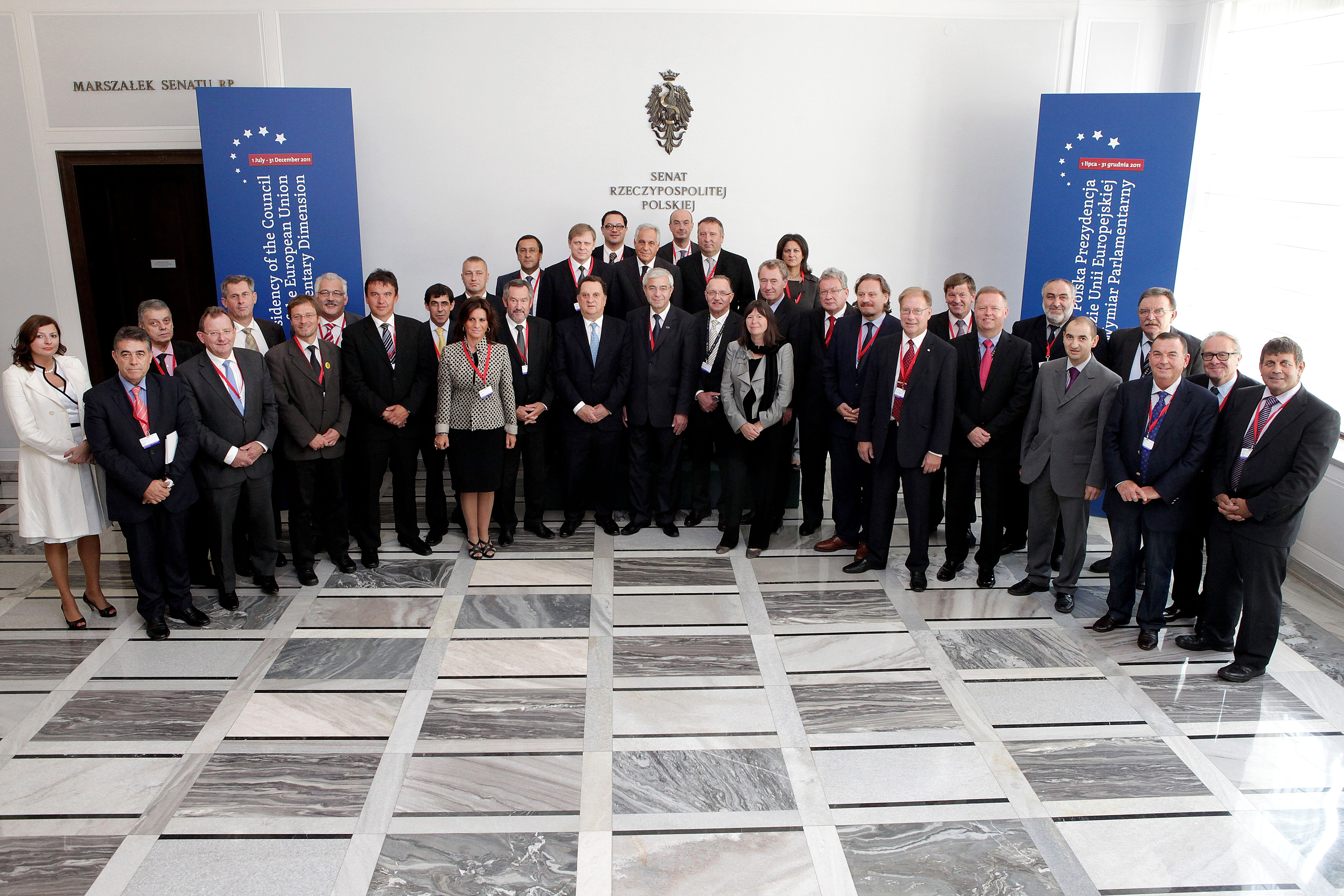
Teilnehmer an der Konferenz zur Gemeinsamen Agrarpolitik 2014–2020 der Vorsitzenden der Landwirtschaftskomitees der EU-Mitgliedstaaten im Jahr 2011

2013 wurde eine umfangreiche Reform der GAP beschlossen. Für die auch neuer Programmplanungszeitraum genannte Förderperiode 2014–2020 galten die Leitlinien:
- verstärkte Förderung von Gemeingütern wie Biodiversität und sauberem Wasser,
- Ausweitung kofinanzierter Förderprogramme (Mitgliedstaaten, in der BRD die Bundesländer, übernehmen einen Minderanteil der EU-Subvention),
- Umverteilungen zwischen Mitgliedstaaten und zwischen Landwirten je nach Betriebsgröße.

EU-Kommission, das Europäische Parlament und die im Rat versammelten EU-Landwirtschaftsminister formulierten die Grundzüge der GAP in vier aufeinanderfolgenden Verordnungen:
- Verordnung (EU) Nr. 1305/2013[35] – Ländliche Entwicklung
- Verordnung (EU) Nr. 1306/2013[36] – „Horizontale“ Themen (Finanzierung und Kontrollen)
- Verordnung (EU) Nr. 1307/2013[37] – Direktzahlungen für Landwirte
- Verordnung (EU) Nr. 1308/2013[38] – Marktmaßnahmen

Direktzahlungen sollten nur Landwirte als „aktive Betriebsinhaber“ erhalten. In Deutschland gilt diese Beschränkung für Direktzahlungen ab 5000 Euro. Eine Negativliste führt Unternehmensformen auf, für die der Anspruch auf Direktzahlung erweiterte Nachweise erfordert.

#### Direktzahlungen
Seit 2015 umfasst die erste Säule der GAP in Deutschland Direktzahlungen an Landwirte:
- Basisprämie: Durch die Umverteilung der EU-Mittel zugunsten der neuen EU-Mitgliedstaaten verringerten sich die Mittel für Deutschland 2014 bis 2019 geringfügig. Parallel dazu werden die regional in Deutschland noch unterschiedlichen Prämien von 154 bis 191 Euro pro Hektar bis 2019 auf rund 175 Euro pro Hektar angeglichen.
- Greening: Konkrete Umweltleistungen werden prämiert mit rund 87 Euro (2015) bis rund 85 (2019) je Hektar (s. unten)
- Umverteilungsprämie: Betriebe erhalten für die ersten 30 Hektar zusätzlich etwa 50 Euro pro Hektar, für weitere 16 Hektar etwa 30 Euro pro Hektar.
- Zusatzförderung für Junglandwirte: Junglandwirte bis 40 Jahre erhalten auf Antrag ab 2015 für maximal fünf Jahre und 90 Hektar Landwirtschaftsfläche eine Zusatzförderung von etwa 44 Euro pro Hektar.
- Kleinerzeugerregelung: Die Summe der einzelnen Direktzahlungsprämien (auch Greeningprämie) wird gekappt auf bis 1.250 Euro je Jahr. Wer Direktzahlungsprämien als Kleinerzeuger (unter 10 ha Fläche) beantragt, unterliegt nicht den Vorschriften des Greening und der Cross Compliance.

#### Greening

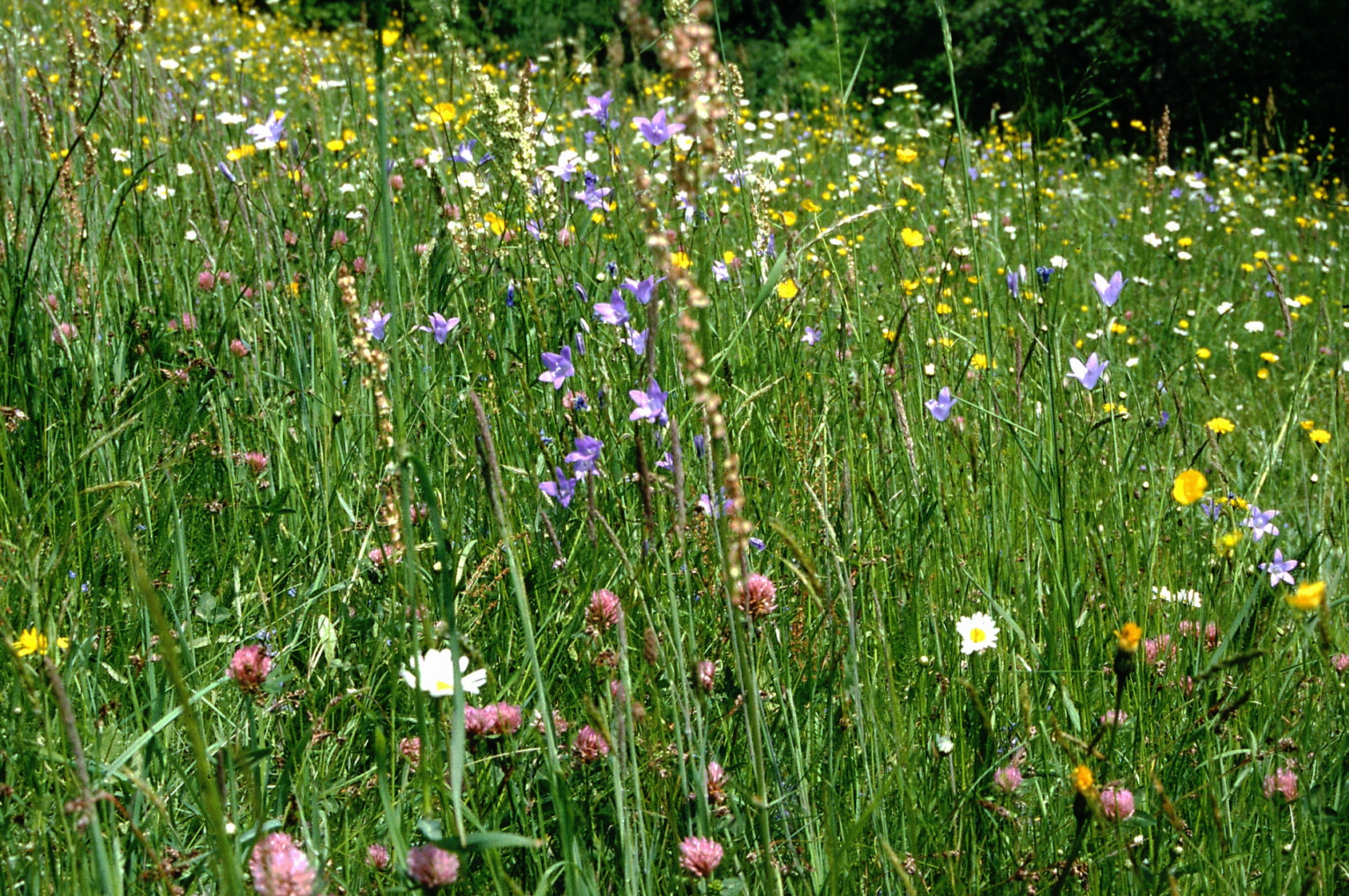
Extensivgrünland

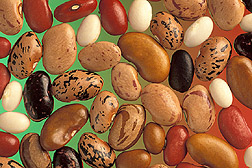
Der Erhalt von Sorten ist ein Ziel des Greening.

Seit 2015 ist der Erhalt von 30 % der Direktzahlungen an Greening-Maßnahmen gebunden. Öko-Betriebe und Kleinerzeuger sind vom Greening freigestellt. Die Greening-Anforderungen umfassen drei obligatorische Maßnahmen:
- Anbaudiversifizierung: Betriebe bis 30 ha müssen mindestens zwei Kulturarten anbauen. Die Hauptkultur darf 75 % der Anbaufläche nicht überschreiten. Betriebe ab 30 ha müssen mindestens drei Kulturarten anbauen, davon die Hauptkultur auf bis zu 75 % der Fläche und die zwei größten Kulturen zusammen bis zu 95 %. Anbaudiversifizierung ist nicht erforderlich für Betriebe, die bis zu 10 ha Ackerland bewirtschaften oder mehr als 75 % Anteil Grünland an ihrer landwirtschaftlichen Fläche oder mehr als 75 % Ackergras / Stilllegung an der Ackerfläche bewirtschaften, soweit die nicht auf diese Kulturen entfallende Fläche nicht mehr als 30 ha beträgt.
- Flächennutzung im Umweltinteresse (ökologische Vorrangflächen, ÖVF): Betriebe ab 15 ha Ackerfläche müssen mindestens 5 % als ökologische Vorrangflächen vorhalten. Bezugsgröße ist das Ackerland mit Landschaftselementen an oder auf Ackerland, ÖVF-Pufferstreifen, Kurzumtriebsplantagen und Aufforstungsflächen. Freigestellt sind Betriebe mit mehr als 75 % Grünland an der landwirtschaftlichen Fläche bzw. 75 % Ackergras / Stilllegung / Leguminosen an der Ackerfläche, soweit die nicht auf diese Kulturen entfallende Fläche max. 30 ha beträgt.
- Dauergrünland-Erhalt.

#### Verlängerung bis 2022
Die Strategiepläne der Kommission für die nächste Förderperiode waren zwar gefasst, das Gesetzgebungsverfahren konnte aber nicht rechtzeitig abgeschlossen werden. Daher wurde verordnet, dass die laufenden, als derzeitiger GAP-Rahmen bezeichneten Regelungen weitgehend unverändert bis 2022 fortgelten.

### Entwicklungen ab 2022
Nach dem russischen Überfall auf die Ukraine vom Februar 2022 erwarteten Experten eine Erhöhung der Lebensmittelpreise – insbesondere aufgrund der verringerten Einfuhr landwirtschaftlicher Produkte (Mais, Weizen, Raps sowie Sonnenblumenöl und ‑schrot) aus der Ukraine. Weltweit verschlechterte sich die Versorgungslage mit Nahrungsmitteln bereits lange vor dem Krieg. Einige große Exportstaaten führten Ausfuhrbeschränkungen ein, die als Krisenverstärker wirken. Im Jahresverlauf 2022 senkte sich das Preisniveau für Weizen wieder ab; die russische Weizenernte fiel 2022 höher als erwartet aus.
Die Sorge der EU gilt bezüglich der Nahrungsmittelversorgung in der EU vor allem der Erschwinglichkeit von Lebensmitteln. Die EU-Sanktionen sollen Nahrungsmittel und Agrarerzeugnisse nicht betreffen. Ausgenommen sind Importverbote für Kalium- und Düngerprodukte, auch Kalidünger aus Russland und Belarus. Die EU setzte im Agrarbereich relevante Zollquoten im EU-Ukraine-Handelsabkommen aus, um den Handel zu erleichtern. Die EU reagierte auf die Krise im Bereich der Agrarpolitik – nicht zuletzt aufgrund der Forderungen des Europäischen Dachverbands der Bauernverbände und landwirtschaftlichen Genossenschaften, jedoch gegen Kritik von Umweltverbänden – ab 2022 mit Produktionsausdehnung, mit der Ermöglichung der Aussetzung seit 2015 geltender und der Verschiebung neuer Stilllegungspflichten: Die für 2023 vorgesehene Verdopplung der ökologischen Flächenstilllegung und ein verpflichtender, ökologisch begründeter Fruchtwechsel wurde verschoben auf 2024.
Die EU verurteilte die Entscheidung Russlands vom Juli 2023, die Schwarzmeer-Getreide-Initiative zu beenden.
Aufgrund der Bauernproteste in Europa ab Anfang 2024 wurden auch für 2024 die Stilllegungspflichten abgeschwächt und flexibilisiert.

## Umsetzung nach bundesdeutschem Recht
Zahlungsansprüche auf Betriebsprämien
Ein Zahlungsanspruch (ZA) stand für das Recht, Betriebsprämie zu erhalten für einen Hektar Fläche. Die BRD wählte ein „Kombimodell“. Landwirten wurde für Ackerflächen, die sie im Jahr 2005 beantragten, Prämienrechte von ca. 298 €/ha zugewiesen. Für beantragte Dauergrünlandflächen gab es Prämienrechte von ca. 88 €/ha. Die „Kombination“ bestand darin, dass die Grund-ZA aufgestockt wurden um Beträge, die man aus früheren Tierproduktionsleistungen des Landwirts herleitete, um zu verhindern, dass „viehstarke Betriebe“, die den bisherigen Prämien vertrauten, von heute auf morgen vor dem Untergang stehen. Dieser betriebsindividuelle Betrag (BIB) konnte den Acker-ZA eines Milchbauern oder Bullenmästers z. B. auf 490 €/ha erhöhen.
Im Jahr 2005 wurden Zahlungsansprüche nur für Acker und Dauergrünland zugewiesen. Später wurden Zahlungsansprüche für Reb- und Baumschulflächen sowie Dauerkulturen (z. B. Obstplantagen) nachgereicht. Größeren Betrieben wurden 2005 auch Stilllegungs-Zahlungsansprüche zugewiesen. Wer z. B. 5 ha Stilllegungs-ZA erhielt, musste jährlich 5 ha Acker stilllegen und bekam dafür ca. 298 €/ha.
Die Zahlungsansprüche wurden in der Zentralen InVeKoS Datenbank (ZID) erfasst. Zahlungsansprüche waren in der Regel frei handelbar. Nur aktive Landwirten konnten diese erwerben. Ein Zahlungsanspruch im Wert 298 Euro wird (Stand: Januar 2010) mit etwa 387 Euro gehandelt. Zahlungsansprüche konnten verpachtet werden. Wurden zum Beispiel 2 Hektar Zahlungsanspruch verpachtet, mussten mindestens zwei Hektar Fläche an den Bewirtschafter mitverpachtet. Landwirte nahmen die Buchungen selbst in der ZI-Datenbank vor oder beauftragen Dienstleister damit.
Die Prämienbehörden wachten über die ZID. Sie konnten Falschbuchungen stornieren und zogen Zahlungsansprüche, die zwei Jahre nicht genutzt wurden, in die „nationale Reserve“ ein.
Mit dem Jahr 2008 wurden Stilllegungs-Zahlungsansprüche in normale Zahlungsansprüche umgewandelt und die Pflichtstilllegung abgeschafft. Zahlungsansprüche klebten nicht an bestimmten Flächen. Besaß ein Landwirt 18 Hektar Zahlungsansprüche und 15 Hektar Fläche, wurden die 15 wertvollsten Zahlungsansprüche ausbezahlt. Die „Nutzung von Zahlungsansprüchen mit Fläche“ nannte sich „Aktivierung“.
Angleichung der Zahlungsansprüche
Die Zahlungsansprüche blieben bis 2009 unverändert. Mit der Angleichung von 2010 bis 2013 wurden die Zahlungsansprüche vereinheitlicht. So hatte ein Wiesen-Zahlungsanspruch folgende Wertentwicklung:
| Jahr | Betrag   |
| ---- | -------- |
| 2009 | 148 €/ha |
| 2010 | 168 €/ha |
| 2011 | 209 €/ha |
| 2012 | 271 €/ha |
| 2013 | 354 €/ha |

Analog schrumpfte ein hoher Zahlungsanspruch z. B. von 480 € auf 354 €. Die Angleichung baute die tierischen Erzeugern eingeräumte „Schonfrist“ ab und vereinfachte die Prämienberechnung.
Cross Compliance
Landwirte, die Fördermittel beantragen, müssen vielfältige Vorschriften zum Umwelt- und Tierschutz, zur Lebens- und Futtermittelsicherheit, zu Bodenschutz und Wasserrecht beachten und ihren geförderten Flächen eine Mindestpflege zukommen lassen. Bei Nichteinhaltung werden Direktzahlungen gekürzt, bei erstmaligen Verstößen um bis zu fünf Prozent. Bei Wiederholungsverstößen oder Vorsatz kann die Förderung vollständig einbehalten werden. Die EU-Mitgliedstaaten müssen sicherstellen, dass das Dauergrünland gegenüber dem Stand 2003 nicht erheblich abnimmt.
Beispiel: Landwirt Rudi X. hat 62 ha Förderfläche. Bei einer Kontrolle stellt das Veterinäramt fest, dass er drei Ziegen nicht in der Internet-Datenbank HI-Tier meldete. Durch die dreiprozentige Sanktion verliert er bei der Betriebsprämie 503 €, bei der Ausgleichszulage 64 € und beim Kulturlandschaftsprogramm 194 €.
Modulation
Neben der Produktion („erste Säule“) sollen Maßnahmen der ländlichen Entwicklung und Ökologie („zweite Säule“) finanziell stärker gefördert werden. Um dafür Gelder zu gewinnen, werden die Betriebsprämien ab 2007 um fünf Prozent gekürzt. Dies wird „Modulation“ genannt. Ein Freibetrag von 5000 Euro bleibt ungekürzt.

### Förderperiode ab 2021
Im Oktober 2020 vereinbarten die Agrarminister der EU eine weitere GAP-Reform.
Der deutsche Bundesrat stimmte am 25. Juni 2021 der Reform der Gemeinsamen Agrarpolitik (GAP) ab 2023 zu – mit
- dem GAP-Direktzahlungen-Gesetz,
- dem GAP-InVeKoS-Gesetz und
- dem GAP-Konditionalitäten-Gesetz.

Diese regeln in Deutschland
- die Aufteilung der Zuweisung der EU von rund 4,9 Milliarden Euro jährlich auf Direktzahlungen und
- die Übertragung von Mitteln für Direktzahlungen in den Europäischen Landwirtschaftsfonds zur Entwicklung des ländlichen Raums (ELER),
- die Festlegung im EU-Recht künftig vorgesehener geplanter Einheitsbeträge für Direktzahlungen sowie
- die Auswahl von Regelungen für Klima und Umweltziele (Öko-Regelungen).

Für die Jahre 2023 bis 2026 werden in Deutschland von zehn Prozent jährlich ansteigend bis 15 % der jährlichen nationalen Zuweisung für Direktzahlungen als Zusatzförderung für die ländliche Entwicklung vergeben.
Zwölf Prozent der Zuweisungen sind für eine ergänzende Umverteilungs-Einkommensstützung für kleinere und mittlere Betriebe vorgesehen.
Zwei Prozent der Zuweisung sind für eine gekoppelte Einkommensstützung für die Halter von Mutterschafen, -ziegen und Mutterkühen geplant. Junglandwirte werden mit rund 98 Millionen Euro jährlich gefördert. Das GAP-InVeKoS-Gesetz (GAPInVeKoSG) soll das Integrierte Verwaltungs- und Kontrollsystems für Betriebsinhaber und für Verwaltungen teilweise vereinfachen und Nationalstaaten mehr Gestaltungsspielräume bieten: Zahlungsansprüche und Aktivierungen entfallen. Bis 2024 wird ein Flächenmonitoringsystem – auch für Kontrollen – eingeführt. Die Bundesländer entscheiden selbst, wie Kontrollen erfolgen.
Das deutsche GAP-Konditionalitäten-Gesetz (GAPKondG) löst das Agrarzahlungen-Verpflichtungengesetz ab. Bisherige „Cross-Compliance“-Vorschriften aus „Grundanforderungen an die Betriebsführung“ (GAB) und den „Standards zur Erhaltung von Flächen in gutem landwirtschaftlichen und ökologischen Zustand“ (GLÖZ) werden als „Konditionalität“ zum Teil in erweiterter Form fortgeführt.
Einbezogen werden – abgewandelt – bisherige „Greening“-Maßnahmen wie Dauergrünlanderhalt, Anbaudiversifizierung und das Vorhalten ökologischer Vorrangflächen.
Aufgrund des deutschen Vierten Gesetzes zur Änderung des Direktzahlungen-Durchführungsgesetzes erhält der Landwirtschaftsfonds zur Entwicklung ländlicher Räume (ELER) bis zu acht Prozent der Direktzahlungsmittel für 2022. Auch sollen damit Klimaziele des neuen Mehrjährigen Finanzrahmens der EU (MFR) erreicht werden, insbesondere durch flächenbezogene Maßnahmen der Agrarumweltförderung und der Förderung des Ökologischen Landbaus. Eine vorgezogene gekoppelte Zahlung für Weidetiere wird ab 2023 eingeführt.

## Kritikpunkte
In einer repräsentativen Befragung von EU-Bürgern und Landwirten waren 2019 92 Prozent der befragten Bürger und 64 Prozent der Landwirte der Ansicht, die EU-Agrarpolitik agiere nicht ausreichend nachhaltig. In verschiedenen Fachdisziplinen mit Fachfokus Nachhaltigkeit gilt die Ausgestaltung der Agrarpolitik der EU und die Umsetzung in den Mitgliedsstaaten als eine entscheidende Stellschraube für das Gelingen des Ressourcenschutzes. So fordert der Sachverständigenrat für Umweltfragen eine ausschließlich gemeinwohlorientierte Subventionspraxis ein. Diese würde nur mehr die Erbringung zusätzlicher, über die landwirtschaftliche Produktion hinausgehende Ökosystemleistungen belohnen (z. B. Aufbau von Bodenkohlenstoffvorräten durch hohe Wasserstandhaltung).
Die aktuelle flächen- und produktionsbezogene Subventionierung v. a. der Ersten Säule verhindere eine stärkere Nachhaltigkeit, die Direktzahlungen müssten daher eingestellt werden. 2020 entfielen 82 Prozent der Subventionen der Gemeinsamen Agrarpolitik auf die Förderung der Fleischproduktion und die Produktion nicht-pflanzlicher Erzeugnisse, was Ernährungsweisen europaweit und darüber hinaus klimaschädlich verzerre.
Ein Umschwenken zu einer gemeinwohlorientierten Förderpolitik würde (auch) von deutschen Politikern auf europäischer Ebene aktiv verhindert. 2020 schrieben die Nationale Akademie der Wissenschaften Leopoldina, die Deutsche Akademie der Technikwissenschaften (acatech) und die Union der deutschen Akademien der Wissenschaften in der Stellungnahme Biodiversität und Management von Agrarlandschaften, dass es dringend einer grundlegenden Reform der Gemeinsamen Agrarpolitik bedürfe und die Zahlungen der sogenannten Ersten Säule künftig an die Auswirkungen auf die Umwelt und die biologische Vielfalt gekoppelt werden sollten. Ein weiterer Kritikpunkt bezieht sich auf die erhoffte, letztlich von bestimmten, nicht-landwirtschaftlichen Parametern abhängige und daher insgesamt ineffiziente Einkommensstützungsfunktion der Agrarförderung. Es ist belegt, dass die Pachtpreise landwirtschaftlicher Flächen regional den Subventionshöhen der Direktzahlungen folgen. D. h., dass Landwirte, die Acker- oder Grünland pachten (nicht Eigentümer sind), zumindest in landwirtschaftlichen Gunstlagen einen wesentlichen Anteil der Direktzahlungen an Flächeneigentümer abgeben müssen. Dies wirkt umverteilend, da Fördermittel des Agrarhaushaltes in nicht-landwirtschaftliche Zwecke bzw. zu Eigentümern fließen, die nicht in der Landwirtschaft tätig sind. Von 2003 bis 2015 ging die Anzahl landwirtschaftlicher Betriebe in der EU um 27,5 Prozent zurück. Die Heinrich-Böll-Stiftung kritisiert die Gemeinsame Agrarpolitik der EU, weil sie kleinere Betriebe benachteilige.
Der Deutsche Bauernverband kritisierte, dass im Fördersystem der EU Umweltauflagen für Landwirte stetig erhöht wurden.
Die Agrarförderpolitik der EU steht auch bei Umwelt- und Naturschutzverbänden in häufiger Kritik. Z. B. verwiesen Umweltaktivisten in Anbetracht der Globalen Erwärmung 2019 auf eine kurz nach der Europawahl 2019 veröffentlichte Studie. Demnach schadeten die Förderprogramme der Gemeinsamen Agrarpolitik den Klimazielen der Europäischen Union, da sie etwa das Umbrechen von Grünlandflächen unzureichend verhindern würden, obwohl dies viel Kohlendioxid freisetze.
Eine häufig geäußerte Kritik betrifft die zur Abwicklung des Förderrechtes aufgebaute Bürokratie. Obwohl von allen Seiten ein Abbau gefordert wurde, stieg deren Umfang von Förderperiode zu Förderperiode an. Da der bürokratische Apparat zumeist aus nationalen Mitteln bestritten wird, sind diese Mehrausgabe nicht in den Agrarhaushalten sichtbar, was die Effizienzbewertung der Förderpolitik der EU erschwert.